# Patricia Benner
Patricia Benner (ur. 1942 w Hampton, Wirginia) – amerykańska teoretyk pielęgniarstwa, twórczyni własnego modelu opiekuńczo-pielęgniarskiego, zwanego Modelem Patrycji Benner. Zasady modelu zostały po raz pierwszy opublikowane w książce zatytułowanej Od nowicjusza do eksperta: doskonałość i moc w klinicznej praktyce pielęgniarskiej (przetłumaczonej na dziesięć języków).

## Życiorys
Jej rodzicami byli Shirley i Clint Sawyer (stoczniowec). Była środkowym z trójki dzieci. Chodziła, wraz z rodzeństwem, do liceum w Kalifornii, gdzie rodzina się przeprowadziła. Jej rodzice w tym czasie rozwiedli się. 
Będąc na studiach zainteresowała się pielęgniarstwem, kiedy pracowała jako urzędniczka przyjmująca pacjentów w szpitalu w Pasadenie. Wyszła za mąż za Richarda Bennera w sierpniu 1967 i miała z nim dwoje dzieci: syna urodzonego w 1973 i córkę urodzoną w 1981.
Rozpoczęła naukę w Pasadena City College, gdzie uzyskała tytuł licencjata pielęgniarstwa w 1964. Potem została magistrem na Uniwersytecie Kalifornijskim w Berkeley. Doktoryzowała się w 1982. Została profesorem nadzwyczajnym na University of California w San Francisco na Wydziale Pielęgniarstwa Fizjologicznego.

## Publikacje i osiągnięcia
Opublikowała dziewięć książek. Otrzymała nagrodę Book of The Year od The American Journal of Nursing w 1984, 1990, 1996 i 2000. W 1989 otrzymała nagrodę Linda Richards Award w dziedzinie przywództwa w edukacji i doskonalenie badań pielęgniarskich. Obecnie jest m.in. honorowym członkiem Royal College of Nursing. Była pionierką stosowania fenomenologii interpretacyjnej w pielęgniarstwie. Inspirowała się myślą takich osób jak Hubert i Stuart Dreyfus, czy Virginia Henderson. 
Model Patrycji Benner jest przełomowy, ponieważ pokazuje, że poziomy uczenia się w opiece i pielęgniarstwie (od początkującego do eksperta), odzwierciedlają ruch od abstrakcyjnych koncepcji do przyszłości, czyli konkretnych doświadczeń. Każdy krok opiera się tu na poprzednim. Do dziś model Patricii Benner pozostaje jedną z najbardziej użytecznych ram oceny potrzeb pielęgniarek na różnych etapach ich zawodowego rozwoju.

## Publikacje
Jej istotne publikacje to:
- "Educating Nurses: A Call for Radical Transformation",
- "Expertise in Nursing Practice: Caring, Clinical Judgment, and Ethics",
- "Clinical Wisdom and Interventions in Acute and Critical Care"[1].